# Halidrys siliquosa
Espèce
Synonymes
- Cystoseira siliquosa (Linnaeus) C.Agardh, 1820[2]
- Fucus siliculosus Stackhouse, 1796[2]
- Fucus siliquosus Linnaeus, 1753[2]
- Halidrys siliquosa var. denudata Lyngbye, 1819[2]
- Halidrys siliquosa var. evesiculosa J.Agardh, 1836[2]

Halidrys siliquosa, le chêne de mer ou queue de poulain est une espèce d’algues brunes de la famille des Sargassaceae. Elle est fréquente sur les côtes européennes dans les flaques d'eau à marée basse entre les rochers.

## Description
Les rameaux du thalle sont aplatis, dichotomes et portent des renflements en forme de silique justifiant le nom spécifique siliquosa.